# Niepokalane Poczęcie (obraz Carlo Crivelliego)
Niepokalane Poczęcie (wł. Immacolata Concezione) – obraz włoskiego malarza renesansowego Carla Crivelliego powstały w 1492, przedstawiający Maryję Pannę.
Obraz znajduje się w zbiorach National Gallery w Londynie. Dzieło jest sygnowane: KAROLI CHRIVELLI VENETI MILITIS PINSIT 1492.

## Historia
Prawdopodobnie obraz pochodzi z Kościoła pw. św. Franciszka w Pergoli w pobliżu Fabriano. Włoski historyk sztuki Amico Ricci określa inną proweniencję obrazu, mianowicie miał być nią Tempio Malatestiano w Rimini. National Gallery w Londynie zakupiło dzieło Crivelliego w 1874.

## Tematyka
Temat przedstawiony przez Crivelliego był drogi franciszkanom, którzy w XV wieku bronili prawdy o Niepokalanym Poczęciu w sporach z dominikanami. Crivelli przedstawił postać Maryi w marmurowej niszy. Jej stopy spoczywają na czerwonym suknie, które swobodnie zwisa za jej plecami. Sukno przewieszone jest na żerdzi, na której zaczepiono też girlandę z symbolicznych owoców – nawiązanie do grzechu pierworodnego oraz czystej płodności Maryi. W wazonach po prawej i lewej stronie postaci artysta przedstawił róże, symbol miłości oraz lilie, symbol czystości. Nad Maryją dwaj aniołowie trzymają napis: Concepita, dall'inizio, nella mente di Dio e fatta umana. Bóg Ojciec posyła gołębicę Ducha Świętego. Maryja spogląda na obserwatora, trzyma ręce złożone do modlitwy.